# Juan de Escalante y Mendoza
Juan de Escalante y Guevara de Mendoza (Lima, 1616 - 31 de marzo de 1679), sacerdote criollo que ocupó importantes cargos eclesiásticos y académicos en el Virreinato del Perú. Rector de la Universidad de San Marcos.

## Biografía
Sus padres fueron el capitán sevillano Juan de Escalante Colombres y Mendoza y la dama cusqueña María de Guevara. Inició su educación con maestros privados y luego ingresó en el Real Colegio de San Martín (1634), continuándolos en la Universidad de San Marcos, donde obtuvo el grado de Doctor en Teología.
Ordenado sacerdote, destacó por sus conocimientos doctrinarios y literarios, siendo destinado a los mejores curatos e incluso recomendado por la Universidad para una prebenda (1660). Incorporado al Cabildo Metropolitano de Lima como medio racionero, fue elegido rector por el claustro sanmarquino (1668) y posteriormente promovido a racionero (1671). 
| Predecesor: Andrés de Villela | Rector de la Universidad de San Marcos 1668 - 1669 | Sucesor: Juan Zamudio y Mendoza |